# Революция в Египте (2011—2013)
Револю́ция в Еги́пте (араб. ثورة 25 يناير‎) — серия уличных демонстраций и протестов в Каире, Александрии и некоторых других городах (в том числе в столицах иностранных государств около посольств Египта) с 25 января по 11 февраля 2011 года, приведшая к отставке сначала правительства, а затем и президента Хосни Мубарака, находившегося у власти с 1981 года. В результате революции к власти сначала пришло временное военное правительство, а затем на последовавших президентских выборах 2012 года победу одержал кандидат от братьев-мусульман Мохаммед Мурси.
Кроме отставки президента протестующие требовали отмены чрезвычайного положения, борьбы с безработицей, увеличения минимальной заработной платы, решений проблем нехватки жилья, роста цен на продовольствие, свободу слова и повышения уровня жизни.

## Предыстория и причины
По мнению ряда экспертов и журналистов основными причинами волнений в Египте являются: бессменное 30-летнее нахождение у власти одного клана, как следствие — невозможность для оппозиционных кланов реализовать свои амбиции, безработица, отсутствие механизмов социальной защиты неимущих слоёв населения, а также некоторые структурно-демографические факторы.
По замечаниям многих аналитиков, протесты в Египте подстегнула революция в Тунисе, вызвав эффект домино. Подобно Тунису в начале египетских волнений имели место случаи публичных самосожжений. Так 17 января студент сжёг себя перед зданием парламента в Каире. Как и волнения в Тунисе, волнения в Египте были подробно освещены мировыми информагентствами и получили различные имена: «Твиттерная революция», «Молодёжная», «Горчичная», «Курортная», «Дынная», «Революция пирамид», а также «Финиковая» (название, уже использовавшееся в качестве одного из наименований тунисской революции).

## Роль Барадеи

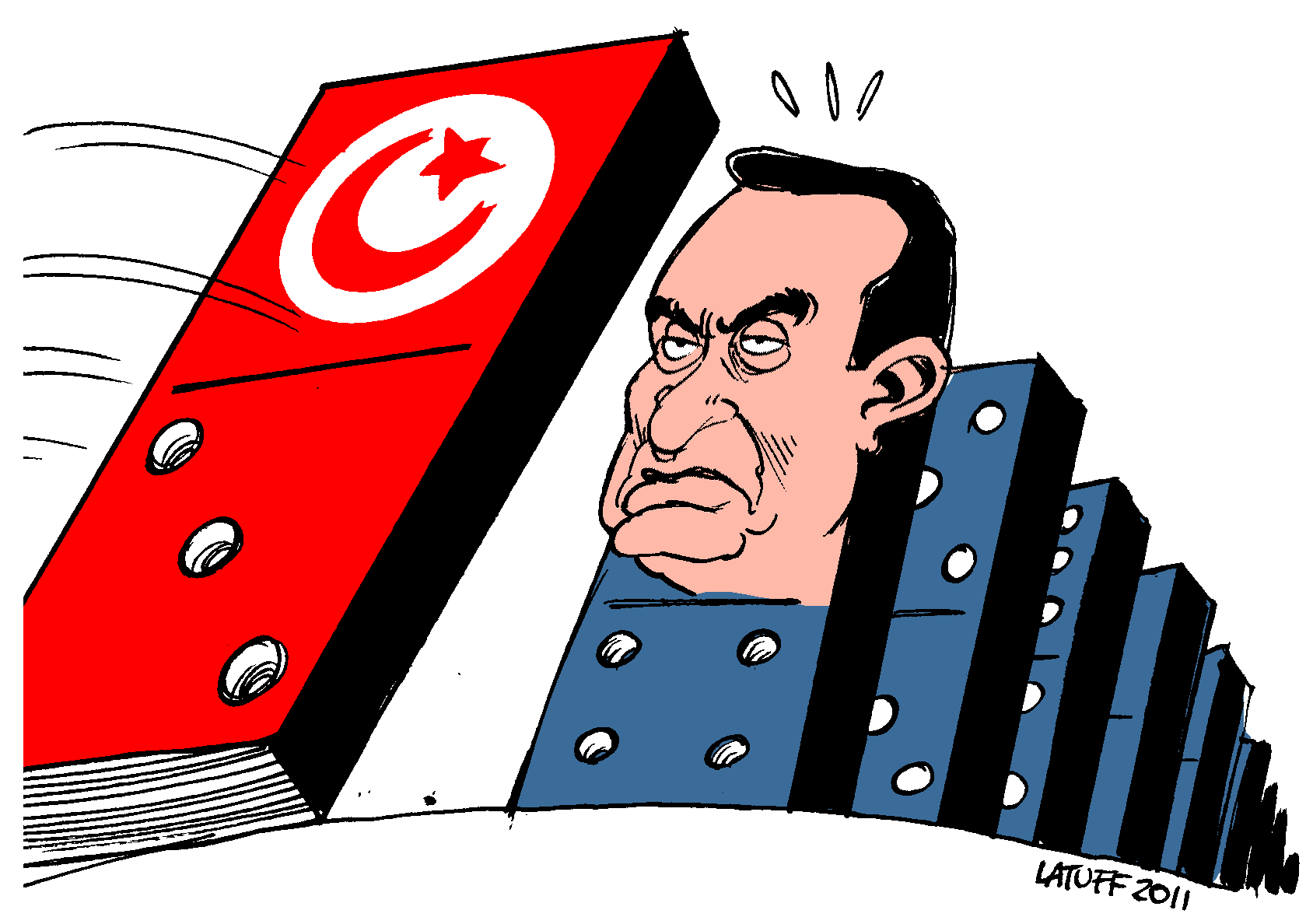
Карикатура Карлоса Латуффа

Уже 19 января бывший глава МАГАТЭ египетского происхождения Мохаммед аль-Барадеи в интервью австрийским журналистам связал ситуацию в Египте с Тунисом и заявил, что президент Мубарак может быть свергнут, поскольку «народ ждёт перемен». Впрочем, смена власти в Египте задумывалась ещё раньше. Ещё в феврале 2010 года Барадеи, уйдя с поста главы МАГАТЭ, заявил о создании оппозиционного движения и заявил о желании стать президентом Египта. В декабре 2010 года (то есть задолго до тунисских событий) Барадеи призвал египтян к акциям гражданского неповиновения.
27 января Мохаммед аль-Барадеи вылетел из Вены в Каир для участия в демонстрации 28 января, призвав Мубарака оставить свой пост. Он заявил, что готов быть главой страны, если «попросит улица». Однако по прибытии его поместили под домашний арест. Впрочем, 30 января Барадеи уже выступал на митинге на главной площади Каира как лидер объединённой оппозиции (в том числе и исламистов).

## Меры властей
Для сохранения контроля над страной власти арестовали лидеров оппозиции (как либералов, так и исламистов). Для предотвращения координации действий и нагнетания ситуации в блогах был отключен Интернет, а также (временно) мобильная связь. Правительство отправлено в отставку и произведены новые назначения. В крупных городах объявлен комендантский час и введена армия, установившая контроль над стратегическими объектами, но сохраняющая нейтралитет и не вмешивающаяся в события.

## Объекты атак
После столкновений с полицией мишенями протестующих становятся полицейские машины и участки, здания администрации, офисы правящей партии, телецентры и министерские здания (МИД и МВД). Демонстранты обычно ограничиваются погромами и поджогами с помощью коктейлей Молотова; иногда они наталкиваются на ожесточённое сопротивление охраны, которая применяет в том числе боевые патроны.

## Сторонники Мубарака
2 февраля неожиданно вышла на сцену новая сила: сторонники Мубарака. Некоторые из них стали обстреливать оппозиционеров из огнестрельного оружия. Помимо демонстрантов, сторонники Мубарака нападали и на журналистов. Кроме того, часть из них передвигалась верхом на лошадях и верблюдах. Как отмечают наблюдатели, армия не препятствовала атакам сторонников Мубарака на демонстрантов.

## Хронология

### До отставки Мубарака

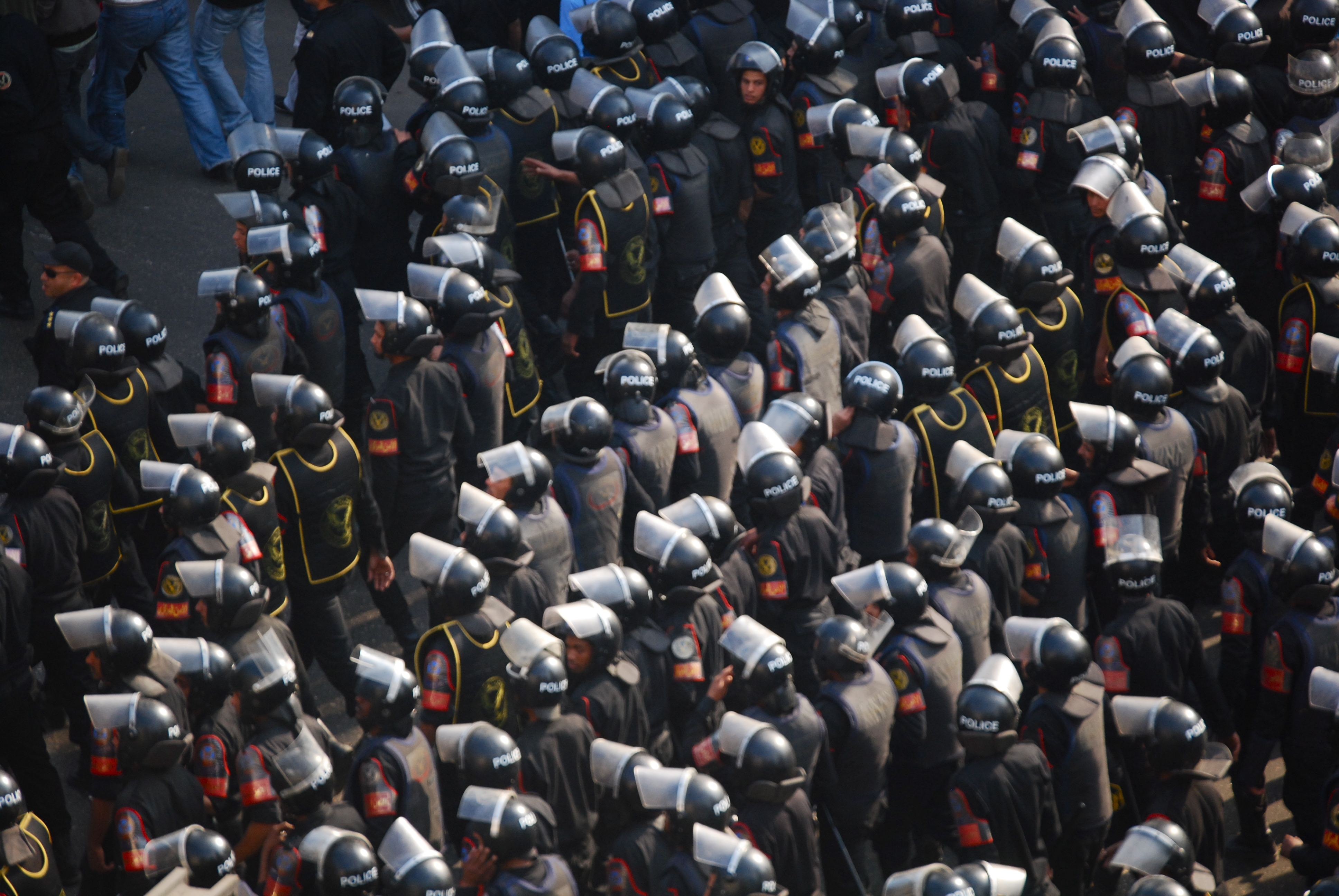
Египетская полиция 25 января 2011 года

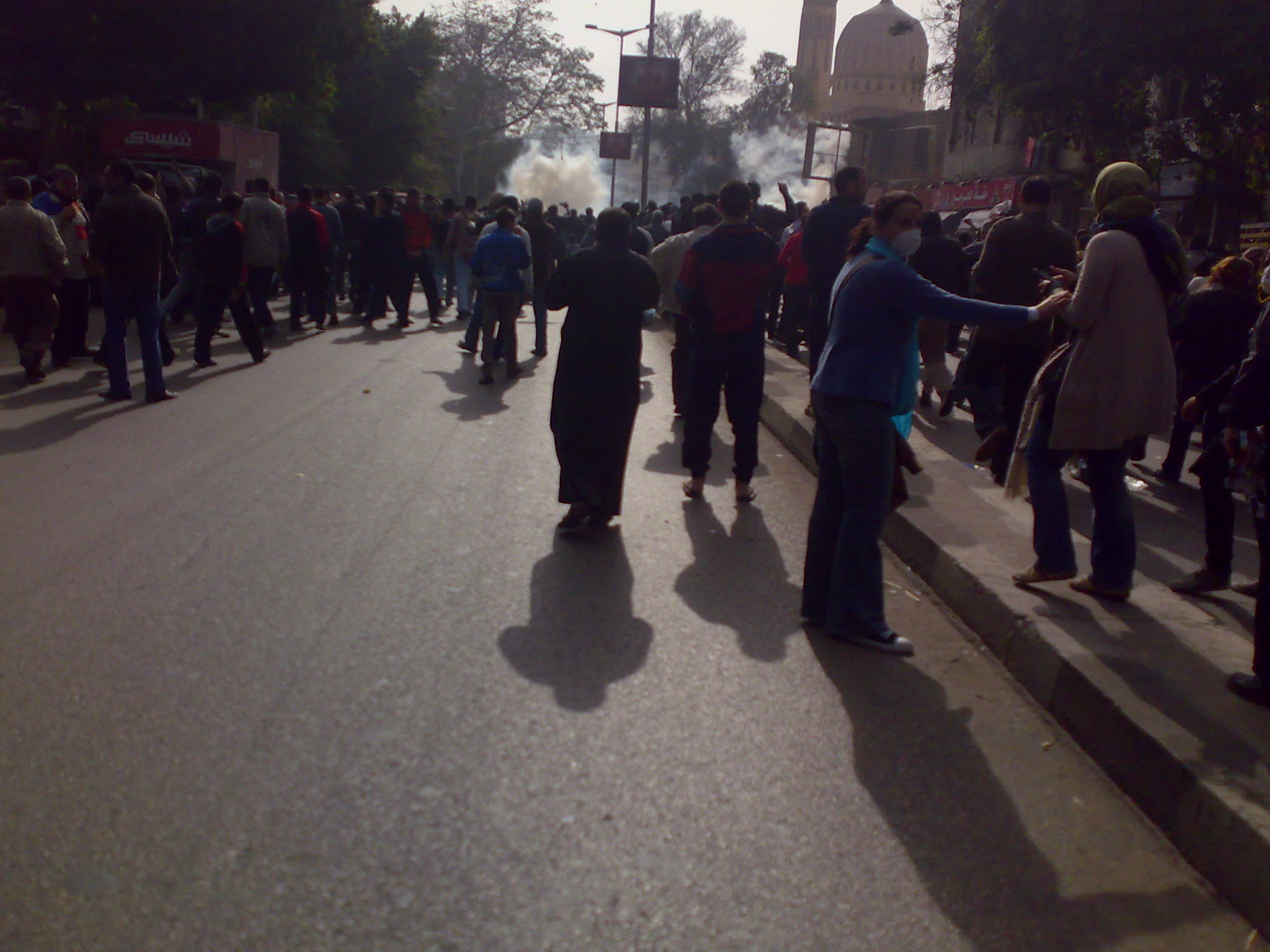
Разгон демонстрации в Имбабе (Каир), 28 января 2011 года

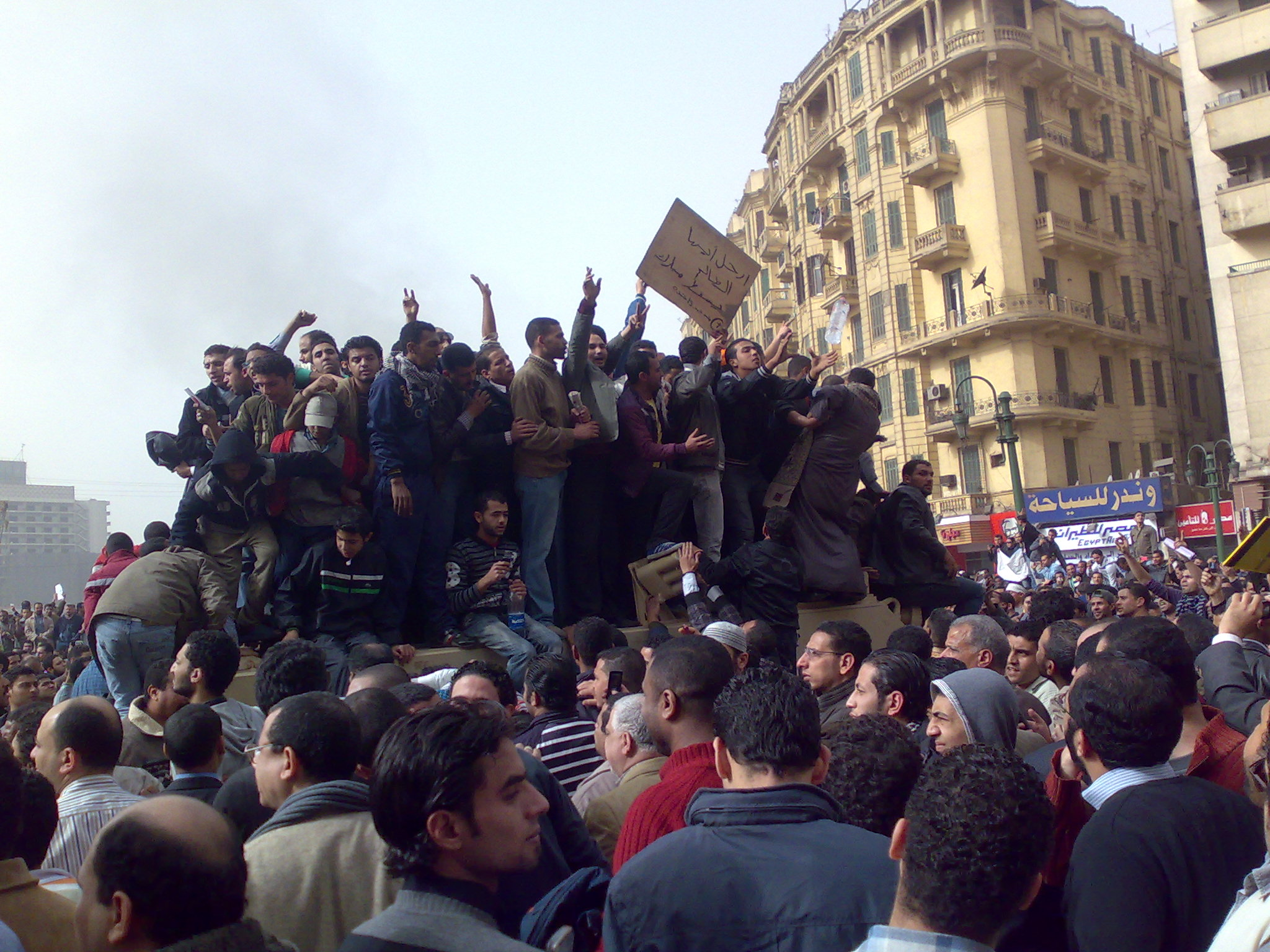
Демонстранты на танке на площади Тахрир 29 января 2011 года

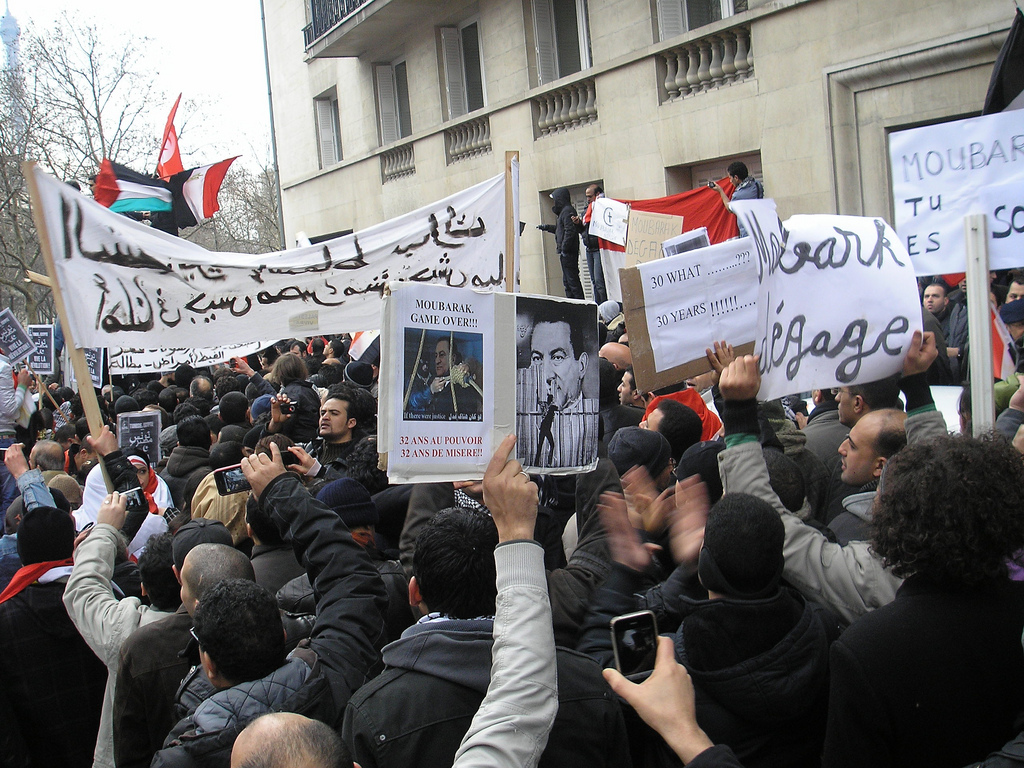
Акция возле посольства Египта в Париже 29 января 2011 года

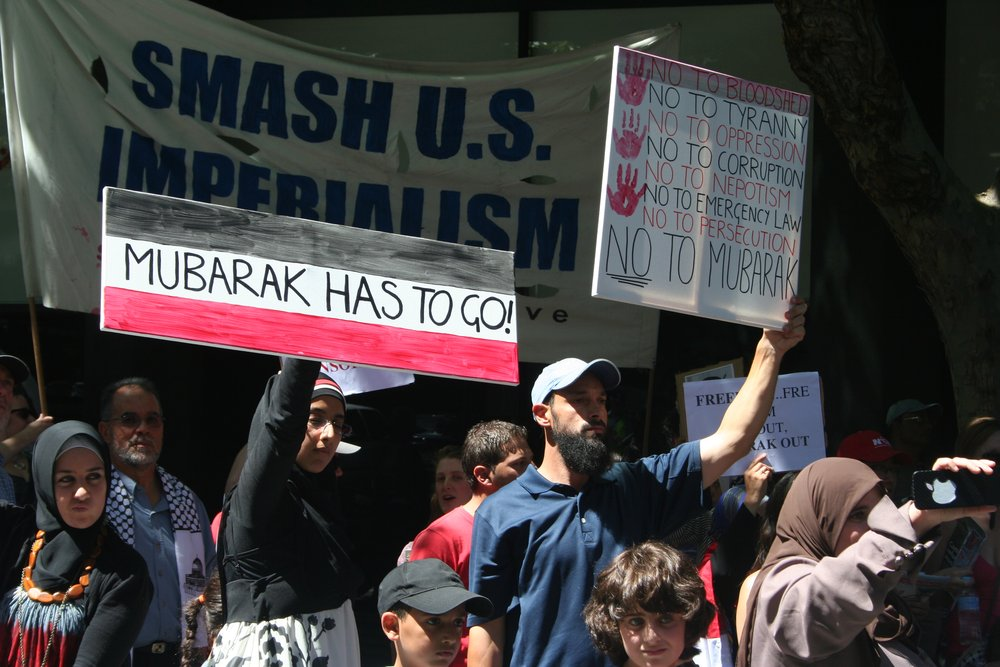
Акция у консульства Египта в Мельбурне 30 января 2011 года

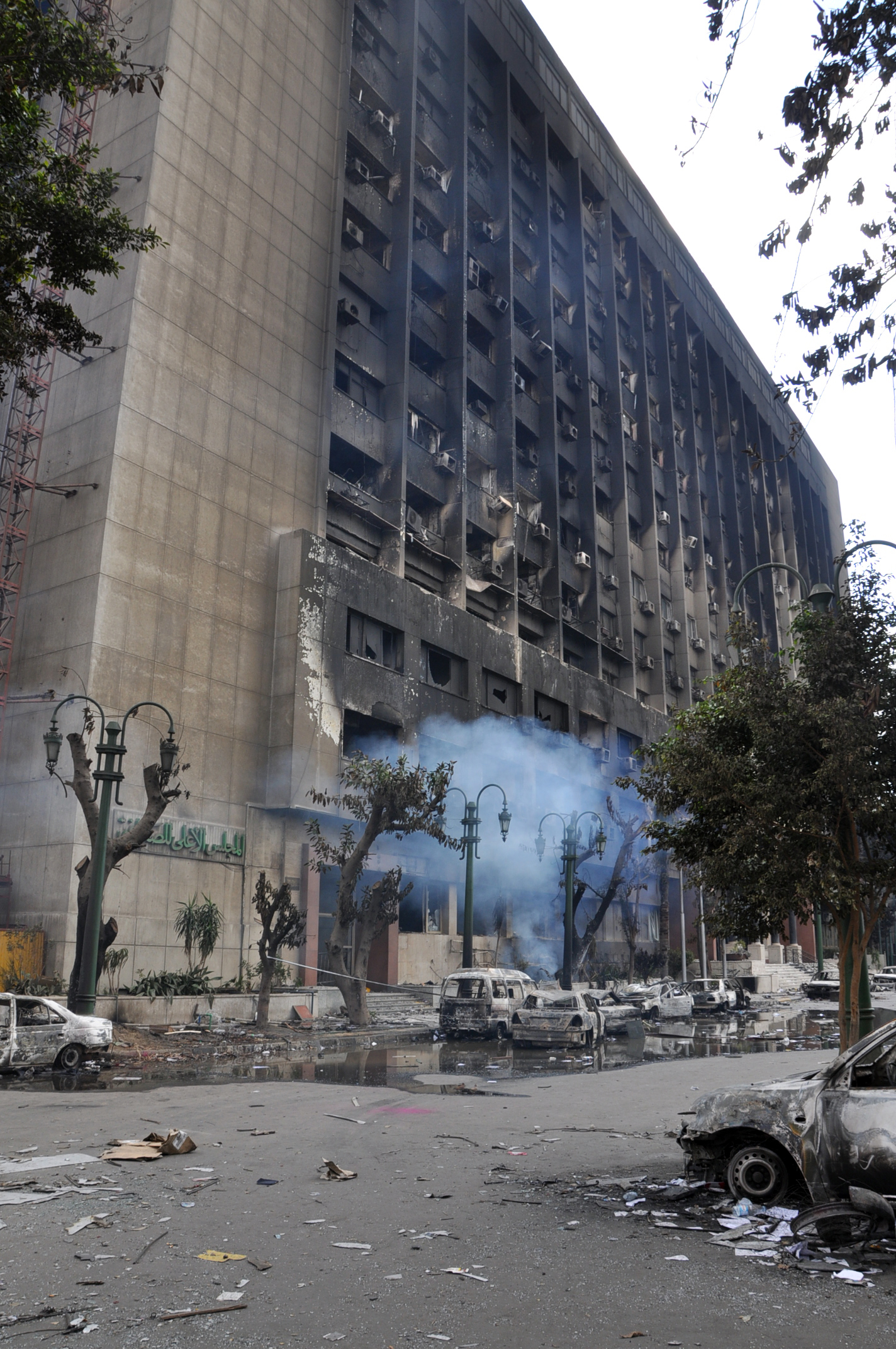
Сожжённый офис НДП

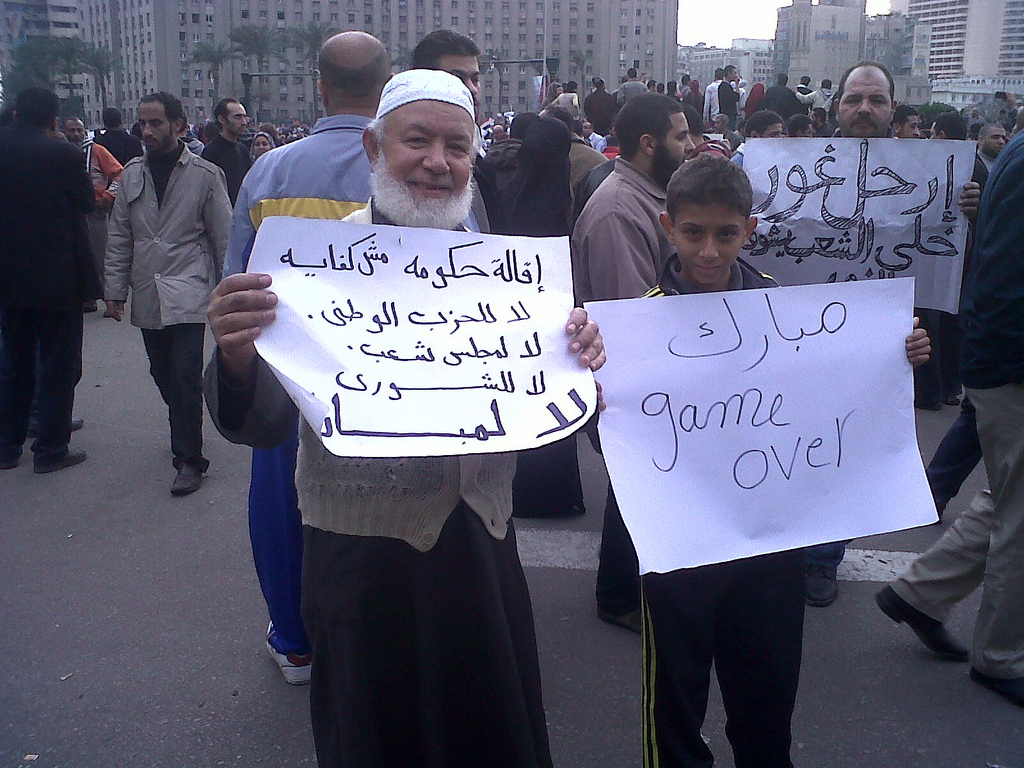
30 января 2011 года в Каире

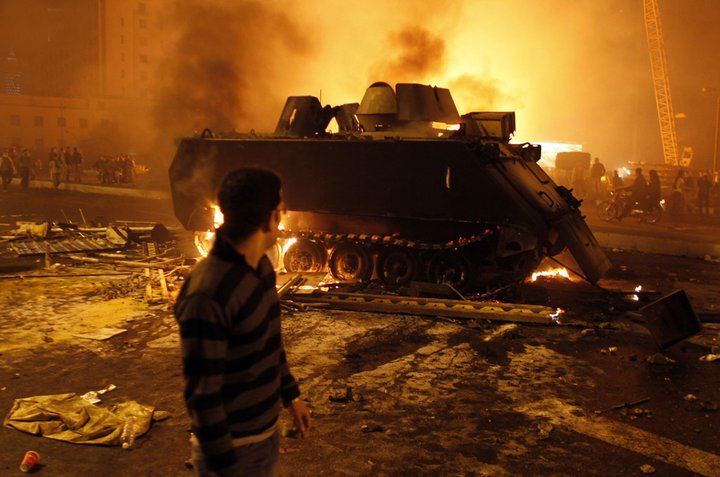
Сожжённый бронетранспортёр M113, 3 февраля 2011

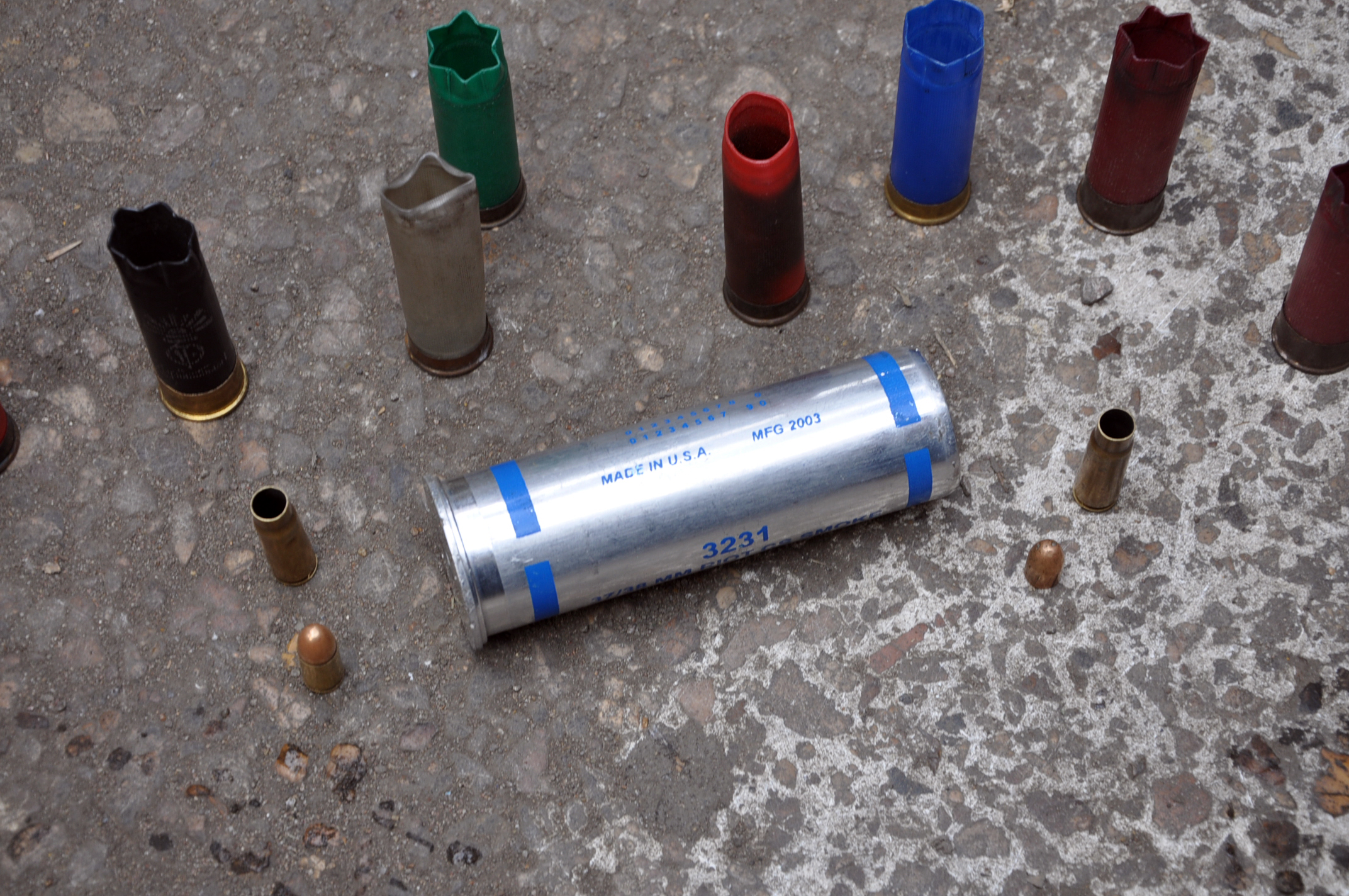
Стреляные гильзы, 30 января

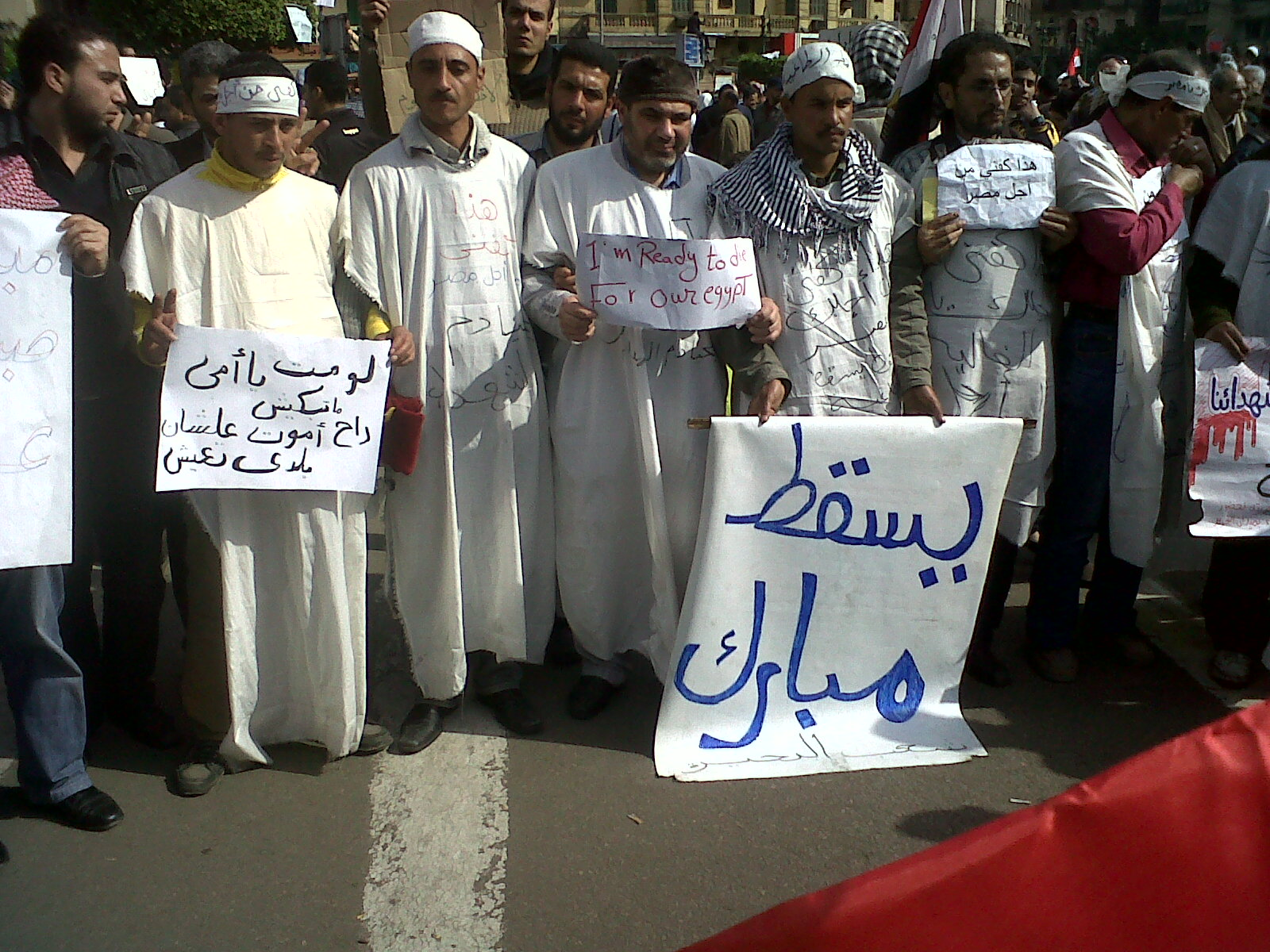
1 февраля 2011 года в Каире

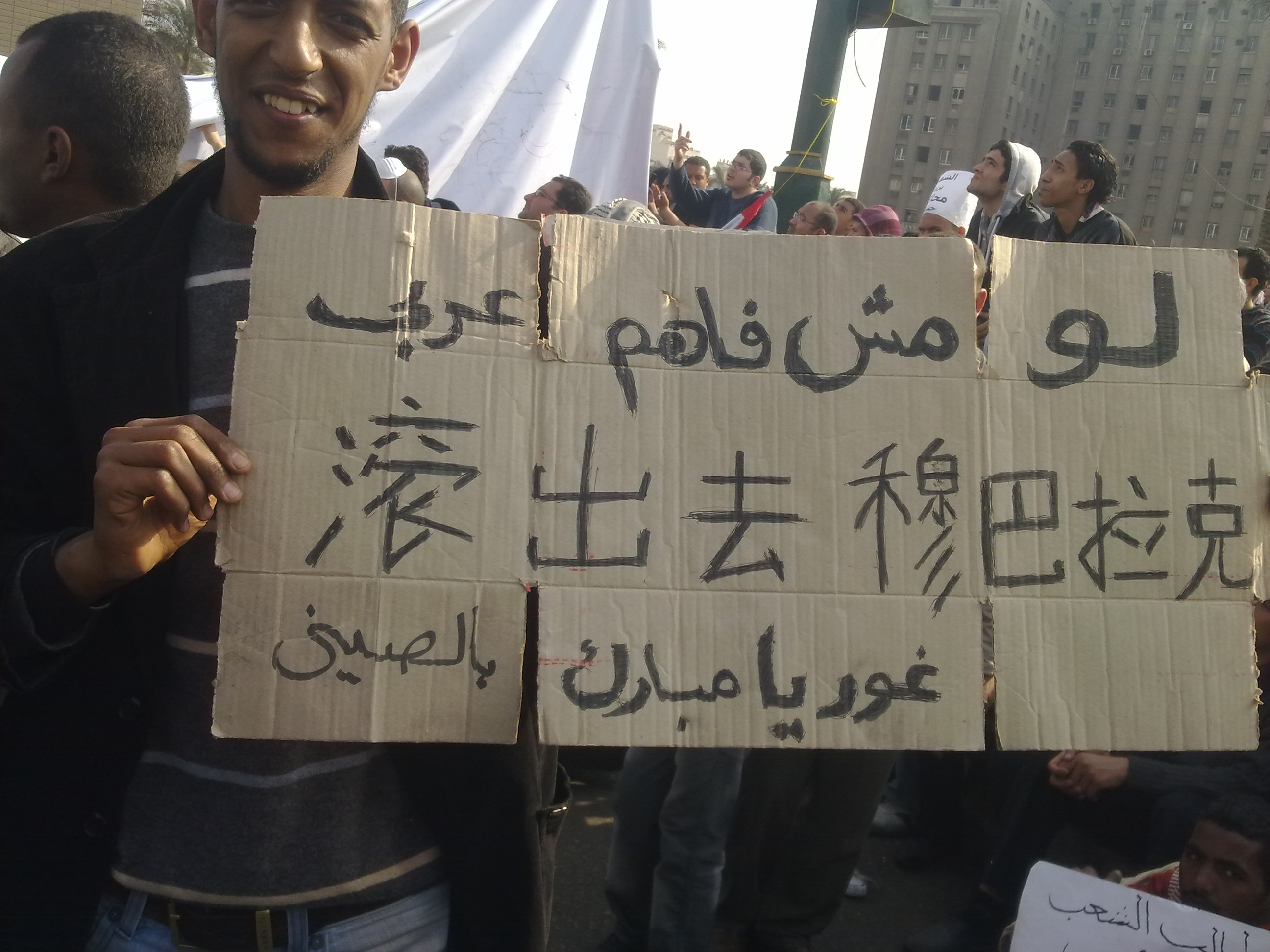
«Не понимаешь по-арабски — скажем по-китайски: Мубарак, уйди!»

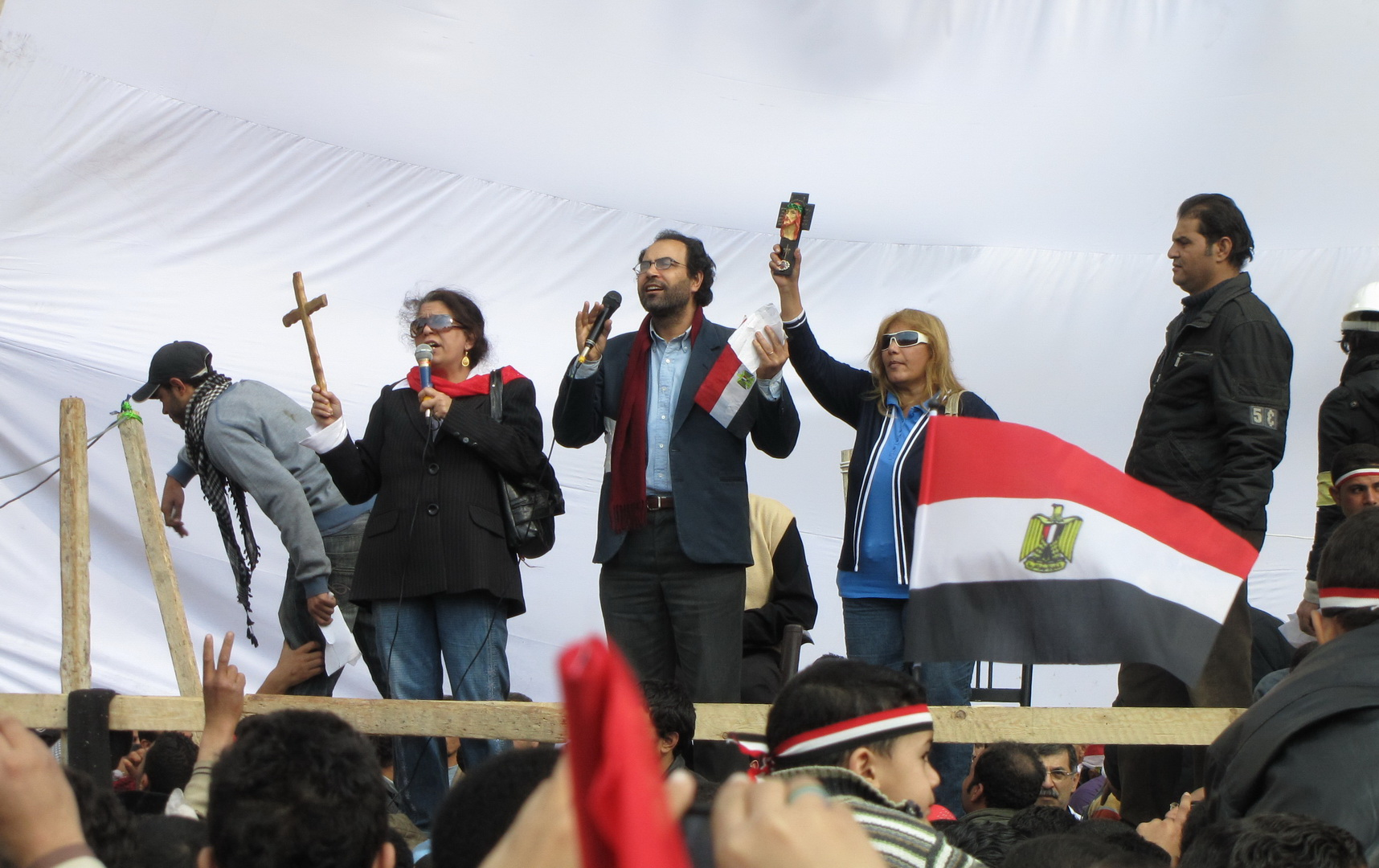
Молящиеся копты в Каире, 9 февраля 2011 года

В то время как небольшие акции протеста имели место и в предыдущие годы, основная волна манифестаций развернулась по всей стране начиная с 25 января — дня, известного как «День гнева» — даты, установленной ещё 19 января революционными активистами из движения «Все мы Халид Саид». Протесты 2011 года называют «беспрецедентными» для Египта, и «одними из серьёзнейших народных волнений в последнее время» в этой стране, а британские СМИ объявили Каир «военной зоной».
- 25 января (вторник): «День гнева»
  - На площадь Тахрир в центре Каира вышло 15 тысяч участников.
  - Египетская полиция применила слезоточивый газ для разгона участников многотысячной демонстрации, скандировавших антиправительственные лозунги и требовавших отставки президента Хосни Мубарака и проведения в стране кардинальных реформ. После применения слезоточивого газа демонстранты рассеялись, но вскоре, перегруппировавшись, вновь вышли на площадь. Им удалось захватить один из полицейских грузовиков. Люди забрасывали камнями парламент страны, а также полицейских, пытающихся разогнать протестующих. Одновременно с Каиром беспорядки начались и в других городах Египта[44]. Убит один полицейский и трое манифестантов[45].
- 26 января (среда)
  - В Суэце протестующие пытались сжечь полицейский участок и здание Национально-демократической партии[46][47].
  - Египетское правительство запретило гражданам собираться в группы на улицах городов и проводить массовые акции[48].
  - Журналист британского издания The Guardian Джек Шенкер оказался в числе задержанных и избитых египетской полицией в ходе разгона акции протеста на площади Тахрир[49].
- 27 января (четверг)
  - В Суэце сожжена пожарная часть. Волнения расширяются на другие города Египта (Исмаилия, Александрия и др.)[50].
  - Власти освободили 259 задержанных ранее участников демонстраций[51].
  - Беспорядки зафиксированы в Каире и Суэце[52].
  - Египетская полиция арестовала более тысячи человек за участие в антиправительственных выступлениях, однако протестующих это не останавливает[53].
  - Египетская фондовая биржа приостановила торги после резкого падения котировок, которое было вызвано массовыми антиправительственными протестами[54].
  - Бывший руководитель МАГАТЭ Мохамед эль-Барадей вылетел из Вены в Каир, чтобы присоединиться к демонстрантам, требующим отставки президента. Перед тем как сесть в самолёт, эль-Барадей призвал Хосни Мубарака самостоятельно уйти в отставку. «Он (Мубарак) служил стране тридцать лет. Настало время ему отдохнуть», — сказал бывший глава МАГАТЭ, получивший за работу на этом посту Нобелевскую премию мира[55].
- 28 января (пятница): ввод войск в города, отключение Интернета
  - Блокада Интернета, мобильной связи[30][56], аресты 5 руководителей «Братьев-мусульман», войска в Каире, блокада площади Тахрир, столкновения в Александрии, Суэце, Мансури, утром известно о 9 погибших за последние дни.
  - Египетская полиция начала разгонять масштабные акции протеста в Каире при помощи водяных пушек. Кроме того, к протестующим применяют слезоточивый газ, дубинки и резиновые пули[57]. Однако некоторые сотрудники полиции в разных городах страны начали переходить на сторону демонстрантов, добивающихся отставки президента[58].
  - Положение к вечеру: Суэц под контролем протестующих (в том числе Суэцкий канал), в городах штурмуют и захватывают отделения правящей партии; волнения в Луксоре, Мине, Мансура, Шаркия, Эль-Мансур на Синае. Обращения протестующих к армии защитить народ (от президента). В Александрии силы правопорядка покидают город, подожжено и горит здание мэрии[59]. Комендантский час с 18.00 до 7.00 объявлен указом президента Мубарака в Каире, Суэце, Александрии, а затем и по всей стране[60]. Народ бойкотирует комендантский час, подожжёна штаб-квартира правящей Национально-демократической партии, также участники массовых беспорядков в Каире пытались взять штурмом министерство иностранных дел Египта. Нападениям подверглись другие здания: офис телевизионной компании и гостиница в центре города. Это связано с тем, что полиция полностью потеряла контроль над ситуацией и покинула центр Каира[61]. Начинается мародёрство, живая стена людей оцепляет Каирский египетский музей на площади Тахрир (слева от уже горящего здания НДП) для недопущения его разграбления. Глубокой ночью здание партии потушено, зданию музея ничего не угрожает[62].
  - Бывший глава МАГАТЭ Мохамед эль-Барадей взят под домашний арест. Он присоединился к митингу, который начался 28 января после пятничной молитвы, однако, очень скоро полиция ограничила его перемещения по городу[63].
  - В центр Каира введена армейская бронетехника[64]. По публикациям в некоторых арабских СМИ наиболее вероятным на 28 января кандидатом на должность главы переходного правительства является генерал-фельдмаршал Мохамед Хуссейн Тантави[65].
  - Первая попытка ограбления Каирского египетского музея. Преступники пойманы, все повреждённые экспонаты возможно восстановить[66].
  - Количество пострадавших оценивается за день в 870 человек. Убиты восемь человек — пятеро в Каире и трое в Суэце. Примерно тысяча участников демонстраций протеста была задержана[67].
- 29 января (суббота): отставка правительства и попытка штурма здания МВД
  - Президент Египта объявил о роспуске правительства[68]. В столице полиция перестала вмешиваться в протесты[8]. Восстановлена работа мобильной связи[69].
  - Армия не препятствует демонстрантам. К середине дня протестующие начинают штурм МВД Египта[70]. Полиция открывает огонь, погибают 3 демонстранта[71].
  - Хосни Мубарак реанимирует де-факто упразднённый в 1981 году пост вице-президента, на который назначается бывший глава разведки Египта Омар Сулейман[72], которого на посту главы разведки сменил М.Мувафи[73]. Новым премьер-министром вместо отправленного в отставку Ахмеда Назифа назначается бывший главком ВВС Египта Ахмед Шафик[74]. Тем временем фактически снята блокада сектора Газа с египетской стороны[75].
  - Мародёры уничтожили две мумии египетских фараонов и пытались разгромить редчайшую коллекцию египетских древностей в Каирском египетском музее[76]. Группой вооружённых людей ограблен музей в Порт-Саиде[66].
- 30 января (воскресенье)
  - На площадь Тахрир в центре Каира вышло 50 тысяч участников.
  - Побег тысяч заключённых из тюрьмы в Вади-Натрун. Заключённые «подавили сопротивление охраны», вырвались на свободу и разбежались по близлежащим городам и посёлкам[77].
  - Возвращаясь домой после работы, погиб сотрудник посольства Азербайджана. Началась эвакуация азербайджанских граждан из Египта[78][79].
  - США призывают своих граждан покинуть Египет «быстро, насколько возможно»[80].
  - Российские компании «Лукойл» и «Новатэк» начинают эвакуацию своих сотрудников[81].
  - Правительство Египта вводит войска в курортный город Шарм-эш-Шейх[82].
- 31 января (понедельник)
  - На площадь Тахрир в центр Каира вышло 250 тысяч участников.
  - МИД Японии объявил, что нанимает самолёты-чартеры для эвакуации японских туристов. Корпорация «Nissan» закрыла на неделю сборочное производство в Гизе, отменены все запланированные командировки в Египет сотрудников «Panasonic», «Toyota», «Toshiba» и «Hitachi»[83].
  - Башкирские студенты Каирского университета Аль-Азхар просят власти Башкирии эвакуировать их из Египта[84].
  - Египетские власти закрывают порт в Александрии, являющийся главными морскими воротами страны. Местное население в панике из-за угрозы дефицита продовольствия и голода. Александрийской христианской общиной созданы дружины для противодействия грабежам и вандализму[85].
- 1 февраля (вторник): «Марш миллионов» и телеобращение Мубарака
  - Оппозиция, объединившаяся в Национальный фронт[86], заявила о «Марше миллионов» во вторник. На площадь Тахрир в центре Каира вышло более миллиона демонстрантов, которые митинговали в окружении армейских кордонов. Активисты митинга создали отряды «народной безопасности» для выявления провокаторов. Среди демонстрантов царят эйфорические настроения ожидания скорой отставки Мубарака. Большие надежды возлагаются на армию, которая должна, по мысли протестующих, взять ответственность за ситуацию в стране в переходный период после ухода Мубарака[87].
  - Вечером президент Мубарак выступил с телеобращением к нации, которое транслировалось на огромных мониторах на улицах египетских городов. Он заявил, что не будет участвовать на следующих выборах осенью 2011 года, но до этого срока он сохраняет за собой президентский пост[88].
- 2 февраля (среда): ответные протесты сторонников Мубарака
  - По обнародованным данным МВД Египта, за время массовых беспорядков из тюрем сбежало около 20 тысяч заключённых, среди которых есть активисты запрещённого движения «Братья-мусульмане» и члены палестинского движения «Хамас»[89].
  - Массовые столкновения между сторонниками и противниками Мубарака в Каире с использованием камней, арматуры и коктейлей Молотова. Некоторые из сторонников атакуют оппозиционеров верхом на лошадях и верблюдах[90]>[91]. В качестве щитов используются спутниковые тарелки. На площади Тахрир горят магазины и лавки[92].
  - В Каире избит корреспондент ВГТРК Сергей Пашков[93].
  - Вечером Мохаммед аль-Барадеи просит армию вмешаться в ситуацию, так как он не контролирует даже собственных сторонников. После безуспешного обращения к протестующим с призывом немедленно очистить улицы Каира солдаты начинают стрелять в воздух[94].
- 4 февраля (пятница): «День проводов»
  - Оппозиция вывела на площадь Тахрир миллион своих сторонников, требующих отставки Мубарака. Аналогичные акции прошли в Александрии и эль-Мансуре[95]. Главной новостью стало то, что оппозиционеры начинают отказываться от участия в будущих выборах как братья-мусульмане[96], так и Барадеи[97]. Тем временем «сторонники Мубарака» избрали мишенью своих атак иностранных журналистов[98].
- 10 февраля (четверг)
  - Мубарак передал часть президентских полномочий вице-президенту Омару Сулейману[99], но отказался уходить в отставку. Он подтвердил свои намерения руководить Египтом до выборов в сентябре 2011 года и заявил, что подготовил изменения в конституцию. Об этом Мубарак сообщил в теле-обращении к нации. Военные во главе с министром обороны Мухаммедом Хусейном Тантави дали понять Мубараку, что они больше не будут защищать его и что ему пора уходить[100].
- 11 февраля (пятница). Мубарак ушёл в отставку, передав власть военным[100].

## Жертвы январских-февральских событий 2011 года
За два дня погибло 6 человек, арестовано около тысячи. За три дня погибло 7 человек (5 демонстрантов, 2 полицейских). По данным министерства здравоохранения Египта к 29 января было убито 11, ранено около 5000 человек.
- Погибшие:
  - 2 февраля — в Каире 3 погибших и 611 раненых[102];
  - 3 февраля — ранено 916 человек.

По данным ООН погибло около 300 человек. 19 апреля новые власти страны заявили, что согласно итогам расследования в ходе революции погибло 846 человек.

## Мировая реакция
США
- На следующий день после «Дня гнева», 26 января, Государственный департамент США призвал власти Египта мирно обращаться с демонстрантами[104].
- Затем 2 февраля Барак Обама призвал Хосни Мубарака незамедлительно приступить к процедуре передачи власти[105].
- Выступив с официальным заявлением 28 января, Госсекретарь США Хиллари Клинтон призвала обе стороны воздержаться от насилия и в немедленном порядке перейти к реформированию Египта[106].
- 3 февраля экс мэр Нью-Йорка, Рудольф Джулиани, призвал Израиль поддержать египетских оппозиционеров в их требовании отставки Мубарака[107].
- Известно, что США перевели египетским и иностранным неправительственным организациям в дни народного восстания в Египте в январе 2011 года порядка $150 млн[108].

 Швейцария
- 30 января Министр иностранных дел Швейцарии, Мишлин Кальми-Ре, заявила, «что обеспокоена насилием в Египте». Она призывает египетские власти «уважать свободу слова»[109].

 Германия
- Ангела Меркель: «Задержания людей и скрытие информации ни к чему не приведёт, мы должны достичь мирного диалога. Стабильность страны имеет большое значение, но не ценой свободы слова. Мы должны сделать всё, чтобы остановить насилие, в противном случае будут невинные жертвы»[110].[когда?]

 Франция
- Вскоре после «Дня гнева», 26 января, официальная позиция Парижа заключалась в том, что Франция не будет вмешиваться в дела Египта, но при этом продолжит призывать обе стороны прекратить насилие[111]. Затем, 28 января, в Париже была проведена манифестация поддержки Египта[112].

 Иран
- 27 января один из ведущих иранских аятолл, Ахмад Хатами, поддержал египетские волнения, назвав их «сейсмическим ударом» исламской революции по «марионеткам Запада», но при этом официальной позиции Ирана характерна дипломатическая сдержанность[113].

 Саудовская Аравия
- Король Саудовской Аравии Абдалла резко осудил беспорядки, назвав их инспирированными извне[114].[нет в источнике][когда?]

 Канада
- 28 января в нескольких городах Канады, в том числе в Монреале, прошли митинги поддержки протестующих в Египте[115].

 Израиль
- 31 января премьер-министр Израиля Биньямин Нетаньяху выразил обеспокоенность по поводу ситуации в Египте, сказав, что «исламистское движение может взять под контроль государство, как уже произошло в Иране и других странах». Нетаньяху просит министров Израиля не комментировать ситуацию, чтобы её не усугубить[116]. Ранее президент Шимон Перес заявил: «Что бы ни говорили о президенте Мубараке, с нашей стороны, мы искренне благодарим его за непрерывные действия в интересах мира и стабильности на Ближнем Востоке»[117].

 Турция
- 1 февраля Премьер-министр Турции Реджеп Тайип Эрдоган обратился к Хосни Мубараку: «Прислушайтесь к крикам людей и их требованиям. Действуйте в интересах мира, безопасности и стабильности Египта. Принимайте меры для удовлетворения народа. Правила демократии требует уважения к воле людей, к их требованиям и призывают не игнорировать народ»[118].

### «In quotes: Reaction to Egypt protests»
30 января 2011 года BBC News опубликовали статью «In quotes: Reaction to Egypt protests» в которой собраны оценки и мнения на революцию в Египте официальных представителей государств и организаций.
 Соединённые Штаты Америки
- Барак Обама призвал Египетские власти воздержаться от насилия, так как у египетского народа есть право на свободу мирных собраний, право на свободу слова и право самим выбирать свою судьбу и в это плане США всегда будут стоять за их интересы. Так же президент США призвал власти Египта отменить ограничения доступа в интернет, а демонстрантов попросил собираться только на мирные демонстрации, так как насилие и разрушения не приведут к реформам.

 Великобритания
- Министр иностранных дел Великобритании Уильям Хейг призвал власти Египта проявить сдержанность, а народ выражать своё недовольство мирным путём. Так же он попросил прислушаться Мубарака к требованиям народа.

 Израиль
- Премьер-министр Израиля Биньями́н Нетанья́ху заявил, что Израиль будет стараться сохранять мир и спокойствие в регионе насколько сможет.

 Иран
- Спикер парламента Али Лариджани заявил, что «Американцы могут принять кровопролитие в Египте, но не падение режима в руки народа».

- Король Саудовской Аравии Абдалла сказал, что ни один представитель Ближнего Востока не потерпит вмешательства в свою жизнь и что те кто проникли прикрываясь свободами и правами в наше общество, те принесут только разрушения.

- Канцлер Германии Ангела Меркель пришла к выводу, что единственный возможный путь разрешения кризиса это налаженный диалог между обеими сторонами.

- Премьер министр Италии выразил глубокое сожаление относительно жертв революции среди гражданского населения, поэтому он призывает к скорейшему прекращению всякого рода насилия, а также к уважению прав и свобод народа и граждан этой страны. Премьер министр подчеркивает, что Италия и Египет являются прекрасными партнёрами, но диалог между институтами возможен только при стабильности обоих государств.

Европейский союз
- Первый председатель Европейского Совета Херман Ван Ромпёй был сильно обеспокоен тем, что насилие усложняет процесс урегулирования. Так же он говорит, что уважение прав и свобод человека, станет основным столпом египетской демократии.

ООН
- Генеральный секретарь ООН Пан Ги Мун считает, что один из принципов демократии — это защита права на свободу слова и все заинтересованные силы должны приложить все возможные усилия, чтобы не допустить дальнейшего насилия и запрета волеизъявления.

## Влияние на экономику
Начиная с 31 января отмечен рост мировых цен на нефть по фьючерсным контрактам. Аналитики связывают это с опасениями, что происходящие волнения в конечном итоге могут охватить весь арабский мир. Из-за событий в Египте отменён проход нефтяного каравана через Суэцкий канал.
Международное агентство «Moody’s» понизило рейтинги Египта по долговым обязательствам с уровня «Ва1» до «Ва2»; также был изменён прогноз по рейтингам: вместо «стабильного» он стал «негативным». По мнению агентства, высока вероятность ослабления налогово-бюджетной политики правительства Египта из-за усилий по преодолению недовольства населения.
2 февраля 2011 года «Moody’s» понижает рейтинги пяти ведущих банков страны, в том числе Национального банка, Коммерческого международного банка и банка Александрии.

Темпы экономического роста к ноябрю 2011 года сократились с 7-8 % до менее 1 %. Валютные резервы страны сократились на 40 %. С 25 по 27 ноября 2011 года биржевые индексы Египта упали на 11 %. Экономисты говорят о неминуемом крахе египетского фунта. Газета Аль-Ахрам сообщает: 
Спрос на доллар с субботы вырос на 100 %. Множество людей пытаются перевести свой капитал в твердую валюту. Беспрецедентный спрос на доллар привел к резкому повышению курса и дефициту на рынке. Перевозка денег в инкассаторских автомобилях перестала быть безопасной. Инкассаторы подвергаются постоянным атакам мародеров. Перевозка валюты из банков в обменные пункты стала крайне опасным делом.

### Внутренняя безопасность
Министерство безопасности, по требованию демонстрантов, ликвидировано, а бежавшими из мест заключения во время волнений тысячами опасных преступников заниматься некому. По утверждениям египетской прессы, уровень преступности в стране вырос на 200 %. Имеются случаи похищения детей зажиточных граждан с целью дальнейшего требования выкупа. К примеру, похищение внучатой племянницы Анвара Садата, которую освободили после уплаты выкупа в размере 600 тысяч евро.
Революция поспособствовала возникновению конфликта на Синайском полуострове с исламистскими боевиками.

## Последующие этапы Египетской революции

### Египет под властью военных (11.02.2011 — 30.06.2012)
- С 19:10 (мск.вр.) 11 февраля (пятница) 2011 года власть в Египте перешла к Высшему совету Вооружённых сил во главе с министром обороны и военной промышленности Египта фельдмаршалом М. Х. Тантави. Премьер А. Шафик временно сохранял свои полномочия вплоть до формирования нового правительства[126]. Военные приостановили действие конституции и распустили парламент[127].

По меньшей мере 365 гражданских лиц погибли за 18 дней массовых антиправительственных выступлений и беспорядков в Египте, заявило в среду 17 февраля 2011 года министерство здравоохранения страны. Жизнь в Египте ещё не вернулась в нормальное русло: на улицах Каира находятся танки, закрыты банки и школы, по всей стране проходят забастовки.
Под влиянием продолжающихся акций протеста военные пошли на ряд уступок:
- 3 марта 2011 премьер А. Шафик был вынужден подать в отставку (его сменил Эссам Шараф, бывший министр транспорта)[130].
- 9 марта — утром в египетской столице начались столкновения между коптами и мусульманами. В результате стрельбы в районе Мукаттам были убиты шестеро христиан, ещё 45 человек получили ранения.
- 15 марта распущена служба госбезопасности, которая считалась главной опорой режима Мубарака[131].
- 19 марта прошёл референдум по изменению конституции, которая ограничила власть президента (4 года вместо 6, запрет на 3 срок, отмена чрезвычайных полномочий)[132].
- 13 апреля 2011 — власти Египта поместили бывшего президента страны Хосни Мубарака под арест[133] (До этого дня Мубарак с членами семьи находятся под домашним арестом в резиденции в Шарм-эш-Шейхе).
- 16 апреля — бывшая правящая национально-демократическая партия Египта решением Высшего арбитражного суда ликвидирована[134].
- 21 апреля — Египетский суд вынес решение, согласно которому имена бывшего президента Хосни Мубарака и его жены Сюзанны будут исключены из названий общественных мест. До сего дня только школ имени Мубарака в стране более пятисот.

На волне революции заметно окрепли исламисты — движение Братья-мусульмане (лидер — генеральный секретарь Движения Мохаммед Хусейн) и салафиты.
- 30 апреля первые создали Партию свободы и справедливости во главе с членом политбюро Движения Мохаммедом Мурси для участия в выборах[135].

Вместе с тем, новой проблемой Египта стало межрелигиозное противостояние коптов и мусульман, которое подогревалось провокациями неустановленных лиц.
- 7 мая в Каире произошли столкновения между христианами-коптами и мусульманами-салафитами[136]. Бойня в каирском пригороде Имбаба унесла жизни 15 человек. 232 местных жителя получили ранения. Конфликт начался после того, как несколько тысяч салафитов — представителей одного из наиболее радикальных направлений ислама — окружили коптскую церковь Мари-Мина.
- 6 июня 2011 — Египетское исламистское движение «Братья-мусульмане» было исключено из списка запрещённых в стране, сообщает Agence France-Presse.

Между либеральными и исламистскими силами Египта растет напряжение в связи с разногласиями по поводу будущего страны. Либеральные партии хотят, чтобы в новой конституции, которая должна быть принята после парламентских выборов, были закреплены положения о защите прав личности и религиозных свобод. Армия, которая пришла к власти, с этим согласна. Однако «Братья-мусульмане» и другие исламистские партии выступают за скорейшие выборы и объявление Египта исламским государством, хотя между ними и существуют разногласия по поводу того, что вкладывается в это определение.
- С августа 2011 — в Каире суд над Мубараком и его сыновьями. Возле здания Полицейской академии, где проходят слушания, идут столкновения противников и сторонников экс-лидера североафриканского государства[137]. В случае доказанности вины в убийстве 850 демонстрантов, Х. Мубараку грозит высшая мера наказания — расстрел.
- 9 сентября 2011 — В Каире разъяренная толпа ворвалась в посольство Израиля, разрушив стену, возведенную вокруг здания посольства. Посол Израиля Ицхак Леванон, его семья и персонал посольства спасались бегством. Они прибыли в аэропорт Каира, где ждали израильский военный самолёт, который эвакуирует их на Родину. Протестующие выбрасывали из окон в толпу сотни документов. Перед этим десятки протестующих с молотками и арматурой в руках в течение пятницы разрушали стену посольства Израиля в Египте, в то время как сотрудники сил правопорядка наблюдали за происходящим и не вмешивались. Бетонная стена была возведена вокруг посольства Израиля в столице Египта в прошлом месяце, когда возникла напряжённость из-за гибели 5 египетских военных 18 августа в районе границы с Израилем на Синайском полуострове. Это произошло во время перестрелки на Синае между израильскими военными и палестинскими боевиками. Египет обвинил Израиль в убийстве своих граждан и потребовал расследования. Израиль в ответ заявил, что к смерти египтян отношения не имеет.
- 9 октября 2011 — вновь вспыхнули беспорядки с участием христиан-коптов, на сей раз их противниками стали военные переходного правительства. Первоначально погибло 6 человек: 4 коптов и 2 солдата. Столкновения прошли в Каире возле здания телецентра, куда копты вышли в знак протеста против участившихся случаев нападений на их церкви. Из соборов выходят сотни христиан; на улицах их колонна перерастает в несколько тысяч. Однако из-за провокации неустановленных лиц начались беспорядки. Копты начинают крушить всё подряд, кидают камни и смеси в военных и полицию. В результате беспорядков погибли 24 человека, более 200 пострадали[138].
- 18 ноября 2011 — началась новая волна революции. Десятки тысяч демонстрантов требовали отстранения армии от власти в Египте, передает Reuters. Толпа, собравшаяся на площади Тахрир, скандировала лозунги с требованием немедленной передачи полномочий от Высшего совета вооружённых сил (ВСВС) гражданскому правительству. На площади начался бессрочный митинг, который привел к появлению палаточного лагеря. На следующий день (19 ноября) в Каире и в Александрии вспыхнули беспорядки, в которых свыше 750 человек получили ранения. Демонстранты протестовали против усиления роли армии[139] 928 пострадавших, погибли 2 человека (1 в Каире, 1 в Александрии). Беспорядки продолжались более 3-х дней. Стычки демонстрантов и полиции прошли и в других крупных городах Египта, в том числе в Суэце. Власть военных была сохранена, но протесты привели к отставке правительства Э. Шарафа[140]. В результате беспорядков погибло 35 человека[141]. Военные извинились за жертвы[142] и запретили сторонникам Мубурака участвовать в выборах (люстрация)[143].
- 21 ноября — Представители более 20 политических течений страны, участвующих в демонстрациях на площади Тахрир, подписали требование в течение недели сформировать правительство «национального спасения». На правительство «национального спасения» должна быть возложена ответственность за проведение краткосрочных реформ для оживления экономики, обуздания цен и борьбы с бедностью. Кроме этого правительство должно отменить действующее уже 30 лет в Египте чрезвычайное положение. В этот же день, после того, как Эссам Шараф ушёл в отставку с поста премьер-министра Египта , ВСВС АРЕ назначил Камаля аль-Ганзури (бывшего премьер-министром страны в 1996—1999 годах) и. о. председателя переходного правительства АРЕ и поручил сформировать новое коалиционное правительство 24 ноября. 7 декабря 2011 года он был приведён к присяге как председатель переходного правительства АРЕ. Функции председателя правительства выполнял до вступления в должность нового премьера Хишама Кандиля.
- 22 ноября — Высший совет Вооружённых сил(ВСВС) Египта передаст власть гражданскому руководству страны не позднее 30 июня 2012 года. Договоренность об этом была достигнута во вторник на переговорах главы Генштаба египетской армии Сами Анана и ведущих политических сил страны[144].
- 16 — 18 декабрь 2011 года — в Каире вновь вспыхнули беспорядки, погибли 8 человек[145]. Протестующие сожгли расположенный поблизости от здания правительства Научный центр. Построенное при Наполеоне I Бонапарте, одно из старейших в мире зданий с 200-летней историей было полностью уничтожено огнём. Сгорели более 160 тыс. ценнейших книг и архивов, картины и старинная мебель. Безвозвратно утрачен оригинал первой в мире энциклопедии «Описание Египта», до сих пор считающейся одной из самых полных, составленной французскими учеными — археологами и египтологами во время кампании Наполеона I Бонапарта /1798 — 1801 гг/. Пожарным удалось вынести из огня лишь около 30 тыс. книг.
- В ноябре 2011 — январе 2012 годов в Египте прошли парламентские выборы в Народное собрание Египта (нижнюю палату), на которых победила исламская Партия свободы и справедливости.
- 23 января 2012 года — начала работать Нижняя палата парламента Египта, 71 % депутатских мандатов в которой принадлежит исламистам. На первом заседании лидер оппозиционной фракции исламистов в предшествующем парламенте (2005) Мухаммед Саад аль-Кататни (ПСС) был избран на пост спикера Народного собрания (нижней палаты парламента Египта). За его кандидатуру высказались 399 из 503 проголосовавших депутатов парламента[146].
- 1 февраля 2012 года — Трагедия на стадионе в Порт-Саиде.
- 29 и 30 января, 7, 14, 15, 22 февраля — двухэтапные выборы в верхнюю палату египетского парламента — Консультативный совет или Совет Шуры. В результате египетские исламисты завоевали большинство мест (56 % из общего числа 270: Партия свободы и справедливости завоевала 106 мест, салафитская партия Аль-Нур получила 46 депутатских мандатов). Спикером верхней палаты парламента Египта 28 февраля стал представитель движения «Братья-мусульмане» Ахмад Фахми Ахмад.

Ослабление государственного контроля привело, помимо прочего, к резкому обострению обстановки на Синайском полуострове.
- Беспорядки на Синае начались 29 января 2012 года, когда в ходе двухчасового боя в городе Рафиах на границе с Газой были убиты 20 египетских военнослужащих. В ходе боя была сожжена штаб-квартира сил безопасности Египта в Газе[147].
- 31 января правительство Израиля пошло на беспрецедентный шаг, согласившись на ввод в Синай боевых подразделений египетской армии, в нарушение условий Кэмп-дэвидского соглашения, объявлявшего Синай демилитаризованной зоной[148].
- 5 февраля был взорван газопровод государственной компании «Геско», по которому шли поставки египетского газа в Иорданию. Газовый терминал был взят штурмом, охранники связаны, и здание контрольно-измерительной станции взорвано при помощи бомбы с дистанционным управлением. Поставки газа в Иорданию и Израиль были прекращены. В начале марта египетское правительство объявило, что поставки газа в Иорданию будут возобновлены, но цены на газ будут пересмотрены[149].
- 7 февраля сообщалось о новом бое между силами безопасности и бедуинами в Рафиахе. Новое нападение на штаб-квартиру сил безопасности было отражено, 2 человека ранены.
- 12 февраля состоялась массовая демонстрация в эль-Арише с требованием освободить политических заключённых. В ходе разгона демонстрации были убиты 10 и ранены более 50 человек[150].
- 16 февраля Израилем была выполнена повторная просьба правительства Египта о согласии на размещение в Синае дополнительного воинского контингента[151].
- 23 февраля группа вооружённых бедуинских контрабандистов прорвалась в Израиль в районе КПП Керем-Шалом, убив египетского офицера и ранив солдата.
- 3 марта 2012 года — Исламское движение «Братья-мусульмане» обнародовало свой проект закона о Конституционной комиссии Египта, которой в ближайшее время предстоит сформировать новый основной закон страны. Конституционная комиссия в количестве 100 человек должна быть образована на совместном заседании Консультационного совета (верхняя палата парламента) и Народного собрания (нижняя палата). «Согласно проекту, в Конституционной комиссии будут представлены 40 депутатов парламента страны и 60 человек, не входящих в высший законодательный орган власти, половина из которых — политические и общественные деятели, другая половина — представители профсоюзов и общественных организаций», — разъяснил руководства Движения Халед Мухаммед.
- 6 марта несколько тысяч человек приняли участие в демонстрации протеста против излишней жестокости сил безопасности Египта в эль-Арише. Протестующие собрались у штаб-квартиры сил безопасности в эль-Арише, скандируя: «Долой силы безопасности!» Демонстранты несли портреты политзаключённых и требовали немедленного освобождения египетских узников[152].
- 27 апреля и 4 июля вновь имели место взрывы на газопроводе, по которому осуществляются поставки газа из Египта в Израиль и Иорданию[153].
- 29 апреля 2012 года — исламистское в своём большинстве Народное собрание (нижняя палата парламента Египта) приостановило работу на неделю до 6 мая в знак протеста против отказа правительства уйти в отставку. Спикер парламента Мухаммед Саад аль-Кататни потребовал от главы кабинета министров Камаля аль-Ганзури подать прошение об отставке. Но правительство Египта отвергло призыв спикера Народного собрания. По словам министра планирования и международного сотрудничества Фаизы Абу Нага, правительство не обращает внимания на подобные заявления, учитывая, что только правящий в стране Высший совет Вооружённых сил вправе решать вопросы отставки кабинета министров. По мнению аль-Кататни, исламисты, которые получили широкую народную поддержку в ходе выборов, не могут оправдать доверие своих избирателей, так как полностью отстранены от влияния на исполнительную власть.
- 4 мая 2012 года в Каире продолжились беспорядки вызванные требованием передать власть от военной хунты гражданскому правительству[154]
- 23-24 мая 2012 года — 1-й тур президентских выборов в Египте. В лидеры вышел кандидат от «Братьев-мусульман» Мухаммед Мурси, который в опросах общественного мнения редко поднимался выше третьей строчки. На 2-м проходном месте кадровый военный Ахмед Шафик, последний премьер-министр Хосни Мубарака, который у «творцов египетской революции» ассоциируется исключительно с «пережитками прежнего режима». В избирательных бюллетенях фигурировали имена 13 кандидатов, хотя двое из них в последний момент сняли свои кандидатуры. Порядка 10 революционных движений бойкотировали выборы. Мохаммед аль-Барадеи, поднявшийся на волне революции и заявивший в своё время о президентских амбициях, но позднее отказавшийся выдвигать свою кандидатуру, не голосовал и уехал из страны.
- 2 июня 2012 года после оглашения приговора по обвинениям в причастности к гибели мирных демонстрантов в начале прошлого года у экс-президента Египта Хосни Мубарака случился сердечный приступ, который произошёл в тюрьме Тора под Каиром, где Мубарак отбывал бы пожизненное наказание[155][156].
- 14 июня 2012 года Конституционный суд постановил, что прошедшие выборы в парламент неконституционны и отменил их результаты. В частности, суд решил, что согласно избирательному закону часть мест в парламенте избиралась по пропорциональной системе, а другая — по мажоритарной. Это привело к тому, что места, предназначавшиеся для беспартийных кандидатов, отошли к партиям. Таким образом, одна треть депутатов Народного собрания Египта нелегитимна[157][158]. В результате решения Конституционного суда Египет оказался без нижней палаты парламента.
- суббота, 16 — воскресенье, 17 июня 2012 года — 2-й тур президентских выборов в Египте.
- вечер, 17 июня — Правящий в Египте Высший совет Вооружённых сил принял дополненную Конституционную декларацию, которая должна определить полномочия главы государства и военных. Высший военный совет возложил на себя функции законодательной власти до избрания нового парламента страны. Новые парламентские выборы в Египте пройдут только после референдума по новой конституции. Она должна быть готова в течение трёх месяцев, ответственность за формирование конституционной комиссии, «представляющей все слои общества», военные также взяли на себя. Высший военный совет наделяется правом вето на положения новой конституции, которые «противоречат высшим интересам страны». Военные сохранили за собой единоличное право назначать и снимать с должностей армейских руководителей. Кроме того, президент сможет объявить войну или использовать войска для поддержания безопасности внутри страны только с разрешения ВСВС. Новая конституционная комиссия также будет сформирована военными. Они получат право вето на решения Конституционной комиссии. По словам Мохаммеда аль-Барадеи, поправки к Конституционной декларации «делают военный совет реальным правителем» в Египте. «Военный совет сохраняет за собой функции законодательного органа, а также лишает президента полномочий верховного главнокомандующего», — написал аль-Барадеи в своём микроблоге.

### Президентство Мурси
- 24 июня 2012 года на президентских выборах одержал победу кандидат-исламист Мохаммед Мурси. Лидер умеренного исламского движения «Братья-мусульмане» получил поддержку 13 230 131 избирателя (51,73 процента голосов) и всего на несколько процентов обошёл своего соперника — бывшего премьера Ахмеда Шафика, набравшего 12 347 380 голосов (48,27 процента). Разница между кандидатами составила менее миллиона голосов. По данным ЦИК, явка во втором туре выборов составила 51,85 процента.

Из 27 провинций 18 проголосовали за кандидата «Братьев-мусульман». Каир и дельта Нила, то есть те районы, где живут более образованные и грамотные, элементарно умеющие читать и писать египтяне, преимущественно, проголосовали за Шафика. Мурси становится президентом, избранным, в основном, неграмотными крестьянами Египта. Мурси выполнил своё программное обещание стать «президентом для всех египтян» и покинул ряды ассоциации «Братьев-мусульман» и Партии свободы и справедливости. Руководство США поддержало нового президента.
- 30 июня 2012 года — М. Мурси вступил в должность президента Египта.
- в воскресенье 8 июля 2012 года — президент Египта Мохаммед Мурси своим указом восстановил Народное собрание (нижнюю палату парламента). Глава государства заявил, что депутаты соберутся для разработки новой конституции. На следующий день Верховный конституционный суд предупредил президента о недопустимости несоблюдения судебного решения о роспуске нижней палаты парламента.
- 10 июля — Народное собрание собралось на первое после своего роспуска получасовое заседание. В тот же день суд повторно издал постановление, запрещающее созыв законодательного органа. Кроме того, недовольство действиями главы государства выразил Высший совет Вооружённых сил.

Мухаммед Мурси не пошёл на дальнейшее обострение и заявил, что выполнит решение Конституционного суда, отменяющее его декрет о повторном созыве парламента.
- 24 июля — Президент Египта Мохаммед Мурси назначил министра водных ресурсов Хишама Кандила премьер-министром.
- 5 августа 2012 года — во время нападения боевиков на КПП Рафах на Синае погибли 16 египетских пограничников.
- 12 августа 2012 года президентом М. Мурси отправлен в отставку глава Высшего совета Вооружённых сил министр обороны и военной промышленности Египта фельдмаршал М. Х. Тантави. Согласно президентскому указу, снят с должности начальник генерального штаба египетской армии Сами Анан. Помимо Тантави и Анана со своих постов были сняты ещё несколько членов ВСВС. Президентом Египта назначен новый глава Высшего совета Вооружённых сил генерал-полковник Абдул Фатах Халил ас-Сиси — председатель Совета с 12 августа 2012, министр обороны и военной промышленности АРЕ, верховный главнокомандующий Египта. Кроме того, Мурси отменил конституционную декларацию от 17 июня 2012 года, которая была направлена на ограничение президентских полномочий и до сих пор заменяла основной закон страны. Постановление Мурси рассматривается как «завершение двоевластия» между президентом и военными и «полное окончание переходного периода» в Египте.

22 ноября 2012 года Мохаммед Мурси подписал конституционную декларацию, которая лишает суды права распускать верхнюю палату парламента и Конституционную ассамблею, а также позволяет президенту страны издавать «любые декреты, направленные на защиту революции», которые не могут быть оспорены в суде. Действия Мурси вызвали негодование оппозиции, которая обвинила президента в узурпации власти и восстановлении диктатуры. 25 ноября во время проведение акции протеста против декларации в стычке между сторонниками и противниками погиб подросток, поддерживавший Мурси.
В конце декабря 2012 года в Египте на референдуме была одобрена новая Конституция. После референдума появились обвинения в фальсификации его результатов, однако Мурси по итогам референдума подписал Конституцию.
пятница, 30 ноября 2012 года — Конституционная ассамблея Египта, в которой преобладают исламисты, большинством голосов утвердила проект новой конституции, провозглашающий выводимые из Корана законы шариата главным источником законодательства. Сторонники президента в ассамблее решили принять проект конституции как можно скорее из-за угрозы её роспуска Верховным конституционным судом. На затянувшемся за полночь заседании, которое началось в четверг, делегаты поочередно голосовали отдельно по каждой из 234 статей составленного ими документа. Чтобы утвердить статью, её должны поддержать 67 % членов конституционной ассамблеи. Либералы, левые и христиане, входившие в ассамблею, бойкотировали голосование, заявив, что исламисты пытаются навязать египетскому народу своё видение конституции.
25 января 2013 года в годовщину Революцию в Египте вновь вспыхнули беспорядки, движущей силой которых стал Чёрный блок (Египет). Президент Египта Мухаммад Мурси ввел чрезвычайное положение в трёх городах на берегах канала — Порт-Саиде, Суэце и Исмаилии. Поводом для беспорядков стали смертные приговоры, вынесенные ответственным за массовую давку на стадионе Порт-Саида. В первый день беспорядков в Порт-Саиде в массовой драке между стороной осуждённых и стороной жертв погибло 22 человека.

### Военный переворот
4 июля 2013 года в Египте произошёл военный переворот, который возглавил военный министр генерал-полковник Абдул Фатах Халил ас-Сиси. Президент Мурси был арестован. Военный переворот поддержала секулярная оппозиция, коптская церковь и Мохаммед эль-Барадеи. Главой государства стал председатель Конституционного суда страны Адли Мансур.

## Революция в литературе
- В США 21 апреля 2011 года вышла книга о революции в Египте «Твиты с Тахрира» издательство OR Books, 160 страниц, в которой собраны сообщения из твиттера наиболее активных активистов с площади Тахрир с 25 января до 11 февраля[163][164].